# فهرست شهرهای سنگال

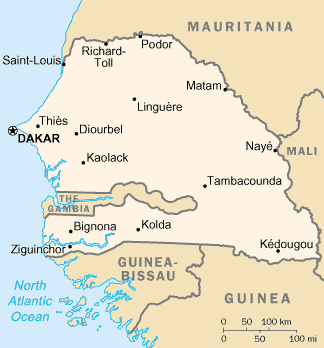
نقشه سنگال

جدول زیر شامل اطلاعات مربوط به جمعیت برخی از مناطق سنگال در سال‌های مختلف است. این اطلاعات شامل نام منطقه، جمعیت در سال‌های ۱۹۸۸، ۲۰۰۲، ۲۰۱۳ و ۲۰۲۳ و همچنین منطقه جغرافیایی مربوطه است:
| ردیف | نام                       | جمعیت ۱۹۸۸ | جمعیت ۲۰۰۲ | جمعیت ۲۰۱۳ | جمعیت ۲۰۲۳ | منطقه      |
| ---- | ------------------------- | ---------- | ---------- | ---------- | ---------- | ---------- |
| ۱    | داکار                     | ۶۸۶٬۹۹۹    | ۹۵۵٬۸۹۷    | ۱٬۱۴۶٬۰۵۲  | ۱٬۲۷۸٬۴۶۹  | داکار      |
| ۲    | توبا                      | ۲۳٬۷۵۱     | ۴۶۲٬۵۰۹    | ۷۷۹٬۷۴۰    | ۱٬۱۲۰٬۸۲۴  | دیوربل     |
| ۳    | پیکین                     | …          | …          | ۶۷۱٬۶۷۳    | ۷۶۴٬۵۹۷    | داکار      |
| ۴    | تیِس                       | ۱۷۵٬۴۶۵    | ۲۳۷٬۸۴۹    | ۳۱۷٬۷۶۳    | ۳۹۱٬۲۵۳    | تیِس        |
| ۵    | گودیاویه                  | …          | ۲۵۸٬۳۷۰    | ۳۲۹٬۶۵۸    | ۳۷۲٬۷۰۸    | داکار      |
| ۶    | کولاک                     | ۱۵۰٬۹۶۱    | ۱۷۲٬۳۰۵    | ۲۳۳٬۷۰۸    | ۲۹۸٬۹۰۴    | کولاک      |
| ۷    | روفیق                     | …          | ۱۴۳٬۲۸۱    | ۲۲۱٬۰۶۶    | ۲۹۵٬۴۵۹    | داکار      |
| ۸    | مبور                      | ۷۶٬۷۵۱     | ۱۵۳٬۵۰۳    | ۲۳۲٬۷۷۷    | ۲۸۴٬۱۸۹    | تیِس        |
| ۹    | سن-لوئی                   | ۱۱۳٬۹۱۷    | ۱۵۴٬۵۵۵    | ۲۰۹٬۷۵۲    | ۲۵۴٬۱۷۱    | سن-لوئی    |
| ۱۰   | زیگوین‌چور                 | ۱۲۴٬۲۸۳    | ۱۵۳٬۲۶۹    | ۲۰۵٬۲۹۴    | ۲۱۴٬۸۷۴    | زیگوین‌چور  |
| ۱۱   | دیوربل                    | ۷۶٬۵۴۸     | ۹۵٬۹۸۴     | ۱۳۳٬۷۰۵    | ۱۵۷٬۵۵۴    | دیوربل     |
| ۱۲   | تیواوان نیگا              | …          | …          | ۴۱٬۱۲۳     | ۱۵۲٬۰۴۳    | داکار      |
| ۱۳   | تامباکوندا                | ۴۱٬۸۸۵     | ۶۷٬۵۴۳     | ۱۰۷٬۲۹۳    | ۱۴۹٬۰۷۱    | تامباکوندا |
| ۱۴   | لوگا                      | ۵۲٬۰۵۷     | ۷۳٬۶۶۲     | ۱۰۴٬۳۴۹    | ۱۱۳٬۳۶۵    | لوگا       |
| ۱۵   | سانگالکام                 | …          | …          | ۱۱٬۹۱۵     | ۱۱۰٬۹۵۸    | داکار      |
| ۱۶   | کُولدا                     | ۳۴٬۳۳۷     | ۵۳٬۹۲۱     | ۸۱٬۰۹۸     | ۱۰۳٬۵۷۴    | کُولدا      |
| ۱۷   | تیواوان                   | ۲۷٬۱۱۷     | ۳۸٬۲۱۳     | ۶۹٬۵۵۶     | ۱۰۲٬۶۵۸    | تیِس        |
| ۱۸   | امباکه                    | ۳۸٬۸۴۷     | ۵۱٬۱۲۴     | ۷۷٬۲۵۵     | ۱۰۱٬۴۵۱    | دیوربل     |
| ۱۹   | ریچارد تول                | ۲۹٬۶۱۱     | ۴۲٬۶۲۱     | ۵۷٬۸۷۸     | ۷۳٬۱۴۷     | سن-لوئی    |
| ۲۰   | جاگسای-پارسل‌ها-نیاکول راپ | …          | …          | ۴۱٬۵۷۰     | ۷۱٬۰۳۶     | داکار      |